# Wechselburg
Wechselburg (phát âm tiếng Đức: [ˈvɛksəlbʊʁk]) là một đô thị trong huyện Mittelsachsen, bang tự do Sachsen, nước Đức. Đô thị Wechselburg có diện tích 25,59 km², dân số thời điểm ngày 31 tháng 12 năm 2005 là 2171 người.